# 3344 Modena
3344 Modena è un asteroide della fascia principale. Scoperto nel 1982, presenta un'orbita caratterizzata da un semiasse maggiore pari a 2,4160427 UA e da un'eccentricità di 0,1186227, inclinata di 9,44582° rispetto all'eclittica.
L'asteroide è dedicato all'omonima città italiana.